# Xevtxenko (Pàvlovskaia)
|  | Per a altres significats, vegeu «Xevtxenko». |

Xevtxenko - Шевченко (rus) - és un khútor del krai de Krasnodar, a Rússia. És a la vora dreta del riu Sossika, afluent del Ieia. És a 4 km al nord-oest de Pàvlovskaia i a 137 km al nord-est de Krasnodar. Pertany a l'stanitsa de Pàvlovskaia.